# Dylan Tavares
Dylan Tavares dos Santos (ur. 30 sierpnia 1996 w Genewie) – kabowerdyjski piłkarz grający na pozycji lewego obrońcy. Od 2021 jest zawodnikiem klubu Neuchâtel Xamax.

## Kariera klubowa
Swoją piłkarską karierę Tavares rozpoczął w klubie Étoile Carouge. W sezonie 2013/2014 zadebiutował w jego barwach w trzeciej lidze szwajcarskiej. W sezonie 2014/2015 grał w Stade Nyonnais, a w 2016 wrócił do Étoile Carouge. W sezonie 2016/2017 był piłkarzem piątoligowych rezerw Servette FC. Z kolei w sezonie 2017/2018 występował w Yverdon-Sport FC. W 2018 roku przeszedł do Stade Lausanne. W sezonie 2018/2019 awansował z nim z trzeciej do drugiej ligi szwajcarskiej. Zawodnikiem Stade Lausanne był do końca sezonu 2020/2021.
Latem 2021 Tavares przeszedł do Neuchâtel Xamax. Swój debiut w nim zaliczył 10 sierpnia 2021 w wygranym 4:2 domowym meczu z FC Aarau.
| Sezon   | Klub           | Kraj       | Rozgrywki             | Mecze | Gole |
| ------- | -------------- | ---------- | --------------------- | ----- | ---- |
| 2013/14 | Étoile Carouge | Szwajcaria | Promotion League      | 1     | 0    |
| 2014/15 | Stade Nyonnais | Szwajcaria | Promotion League      | 23    | 0    |
| 2015/16 | Stade Nyonnais | Szwajcaria | Promotion League      | 9     | 1    |
| 2015/16 | Stade Nyonnais | Szwajcaria | Promotion League      | 8     | 0    |
| 2016/17 | Servette II    | Szwajcaria | 2. Liga Interregional | 19    | 0    |
| 2017/18 | Yverdon-Sport  | Szwajcaria | Promotion League      | 24    | 1    |
| 2018/19 | Stade Lausanne | Szwajcaria | Promotion League      | 20    | 0    |
| 2019/20 | Stade Lausanne | Szwajcaria | Challenge League      | 29    | 1    |
| 2020/21 | Stade Lausanne | Szwajcaria | Challenge League      | 21    | 2    |

## Kariera reprezentacyjna
W reprezentacji Republiki Zielonego Przylądka Tavares zadebiutował 7 października 2020 w wygranym 2:1 towarzyskim meczu z Andorą, rozegranym w Andorze. W 2022 roku został powołany do kadry na Puchar Narodów Afryki 2021. Na tym turnieju rozegrał cztery mecze: grupowe z Etiopią (1:0), z Burkiną Faso (0:1), z Kamerunem (1:1) i w 1/8 finału z Senegalem (0:2).